# Louis Beyer
Louis Jordan Beyer (Kempen, 19 mei 2000) is een Duits voetballer die doorgaans speelt als rechtsback. In juli 2023 verruilde hij Borussia Mönchengladbach voor Burnley.

## Clubcarrière
Beyer speelde in de jeugd van Thomasstadt Kempen en kwam via Fortuna Düsseldorf in de opleiding van Borussia Mönchengladbach terecht. Zijn debuut in het eerste elftal maakte hij op 20 augustus 2018, toen in de DFB-Pokal met 1–11 gewonnen werd bij BSC Hastedt. Namens Mönchengladbach waren Thorgan Hazard, Alassane Pléa, Raffael (allen driemaal), Florian Neuhaus en Jonas Hofmann tot scoren, de tegentreffer was van Diyar Kücük. Beyer mocht van coach Dieter Hecking in de basis starten en hij speelde de volledige negentig minuten mee. In september 2018 tekende de verdediger een professionele verbintenis bij Mönchengladbach tot medio 2022. Beyer werd begin 2020 voor een halfjaar verhuurd aan Hamburger SV. In december 2021 werd zijn contract bij Mönchengladbach opengebroken en verlengd tot medio 2026.
Medio 2022, na een seizoen met zeventien competitiewedstrijden voor Mönchengladbach werd Beyer voor een jaar verhuurd aan Burnley. In het shirt van die club maakte hij op 14 januari 2023 zijn eerste doelpunt als profvoetballer. Op het eigen Turf Moor zorgde hij tegen Coventry City op aangeven van Jóhann Berg Guðmundsson voor het enige doelpunt: 1–0. Nadat promotie naar de Premier League behaald was door Burnley, werd de verhuurperiode omgezet in een definitieve overgang. Voor een bedrag van circa vijftien miljoen euro werd hij aangetrokken en hij tekende een contract voor vier seizoenen. Een jaar later degradeerde Burnley weer naar het Championship.

## Clubstatistieken
| Seizoen | Club                     | Competitie     | Competitie | Competitie | Beker | Beker | Internationaal | Internationaal | Totaal | Totaal |
| Seizoen | Club                     | Competitie     | Wed.       | Dlp.       | Wed.  | Dlp.  | Wed.           | Dlp.           | Wed.   | Dlp.   |
| ------- | ------------------------ | -------------- | ---------- | ---------- | ----- | ----- | -------------- | -------------- | ------ | ------ |
| 2018/19 | Borussia Mönchengladbach | Bundesliga     | 9          | 0          | 1     | 0     | —              | —              | 10     | 0      |
| 2019/20 | Borussia Mönchengladbach | Bundesliga     | 3          | 0          | 1     | 0     | 0              | 0              | 4      | 0      |
| 2019/20 | → Hamburger SV           | 2. Bundesliga  | 11         | 0          | 0     | 0     | —              | —              | 11     | 0      |
| 2020/21 | Borussia Mönchengladbach | Bundesliga     | 4          | 0          | 0     | 0     | 0              | 0              | 4      | 0      |
| 2021/22 | Borussia Mönchengladbach | Bundesliga     | 17         | 0          | 1     | 0     | —              | —              | 18     | 0      |
| 2022/23 | → Burnley                | Championship   | 30         | 1          | 5     | 0     | —              | —              | 35     | 1      |
| 2023/24 | Burnley                  | Premier League | 15         | 0          | 0     | 0     | —              | —              | 15     | 0      |
| 2024/25 | Burnley                  | Championship   | 0          | 0          | 0     | 0     | —              | —              | 0      | 0      |
| Totaal  | Totaal                   | Totaal         | 89         | 1          | 8     | 0     | 0              | 0              | 97     | 1      |

Bijgewerkt op 3 december 2024.

## Erelijst
| Competitie    |         |         |         |         |
| Competitie    | Aantal  | Jaren   |         |         |
| Burnley       | Burnley | Burnley | Burnley | Burnley |
| ------------- | ------- | ------- | ------- | ------- |
| Championship  | 1       | 2022/23 |         |         |
| Duitsland –21 |         |         |         |         |
| EK –21        | 1       | 2021    |         |         |